# Мамбл реп
Мамбл реп је погрдан назив за под-жанр хип-хоп музике, који је настао средином 2010-их у САД.

## Порекло
Термин је први поменуо Виз Калифа у јуну 2016. године, у интервјуу са WQHT, рекавши: "Ми то зовемо мамбл реп. То није непоштовање тих људи, они не желе да репују. То је кул за сад, промениће се." Међу уметницима које обично називају "мамбл репери" су - Дизајнер, Фјучр, Лил Узи Верт, Плејбој Карти, и Јанг Таг.